# Machida
Machida (japanisch 町田市, -shi) ist eine Stadt in der Präfektur Tokio.

## Übersicht
Machida entwickelte sich im 12. Jahrhundert als Poststation an der vormaligen „Kamakura-Landstraße“ (鎌倉街道, Kamakura kaidō).
Neben ausgedehnten Wohngebieten finden sich in der Stadt auch Hügel und große Parkanlagen, botanische Gärten und etwas Landwirtschaft mit Reisterrassen. Machida ist das Zuhause vieler Pendler, die jeden Tag in die Stadtmitte von Tokio zur Arbeit fahren müssen. Da es sich immer weniger Familien leisten können, ein Haus im Ballungsraum von Tokio zu kaufen, ziehen sie nach Machida, was dafür sorgte, dass Machida immer schneller wuchs. Einige der Naherholungsgebiete der Stadt sind der Nozuta-Park, der Dahlia Garden, der Botan-Park und der Yakushi-Ike-Park.
Sehenswert ist das 1987 eröffnete „Machida City Museum of Graphic Arts“ (町田市立国際版画美術館).

## Verkehr
- Straße:
  - Tōmei-Autobahn
  - Nationalstraße 16
  - Nationalstraße 246
- Eisenbahn:
  - Odakyū Odawara-Linie: von Machida, Tamagawa-Gakuen-mae und Tsurukawa nach Shinjuku oder Odawara
  - JR Yokohama-Linie, von Aihara, Machida und Naruse nach Higashi-Kanagawa und Hachiōji
  - Tōkyū Den’entoshi-Linie: Bahnhöfe Minami-Machida, Suzukakedai und Tsukushino
  - Keiō Sagamihara-Linie: Bahnhof Tamasakai

## Söhne und Töchter der Stadt
- Ryōta Aoki (* 1996), Fußballspieler
- Aoba Fujino (* 2004), Fußballspielerin
- Gō Hayama (* 1993), Fußballspieler
- Ryōta Ichihara (* 1998), Fußballspieler
- Daiki Kusunoki (* 2000), Fußballspieler
- Zain Issaka (* 1997), Fußballspieler
- Yoshiaki Maruyama (* 1974), Fußballspieler
- Ryūki Miura (* 1992), Fußballspieler
- Suguru Ōsako (* 1991), Langstreckenläufer
- Shōta Saitō (* 1994), Fußballspieler
- Ryosuke Shirai (* 2005), Fußballspieler
- Satoshi Tajiri (* 1965), Leiter von Game Freak, sowie Erfinder der bekannten RPG-Reihe Pokémon
- Tōru Kitajima (* 1982), Rockmusiker

## Weblinks

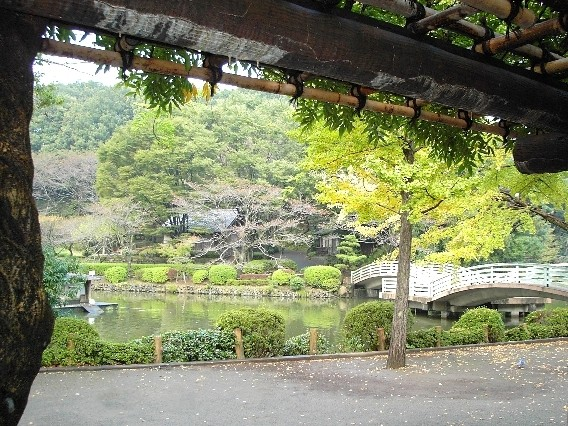
Teich im Yakushi-Ike-Park in Machida

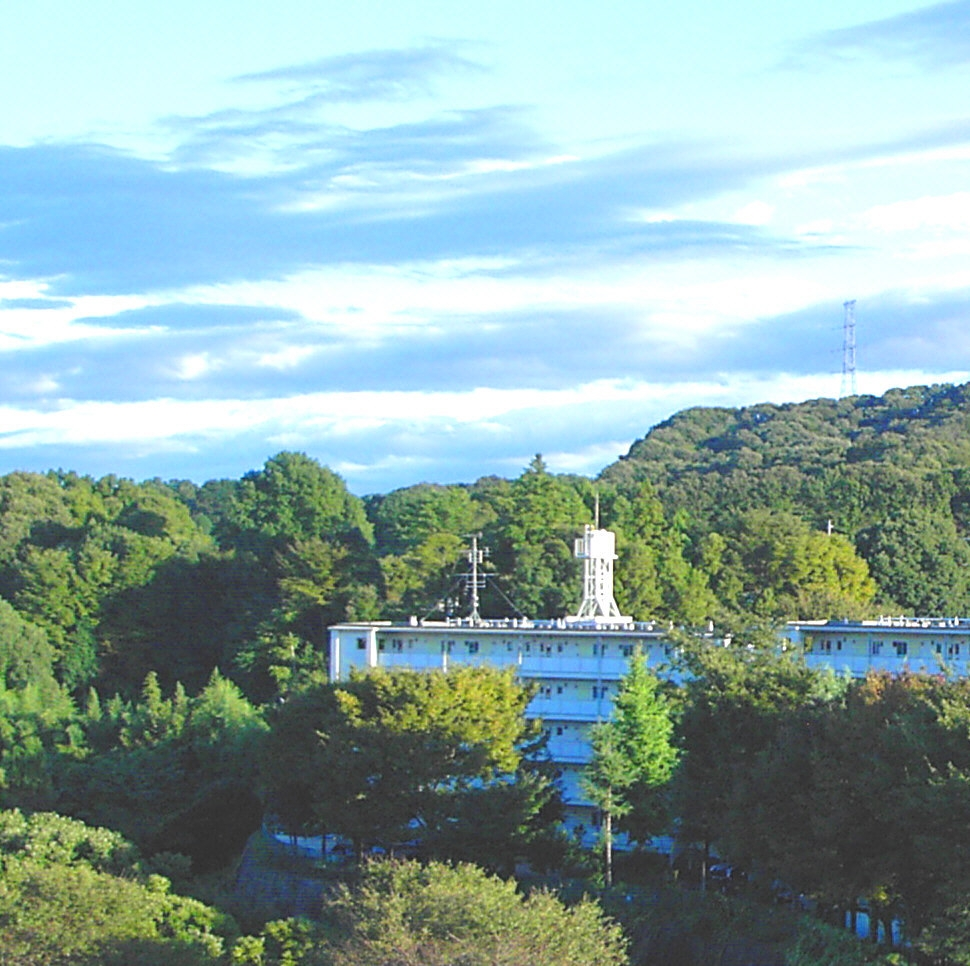
Wohnen im Grünen in Machida

## Angrenzende Städte und Gemeinden
- Präfektur Tokio
  - Hachiōji
  - Tama
- Präfektur Kanagawa
  - Yokohama
  - Sagamihara
  - Kawasaki
  - Yamato